# Hansell Riojas
Hansell Argenis Riojas La Rosa (Callao, 15 de Outubro de 1991) é um futebolista profissional peruano que atua como defensor, atualmente defende o César Vallejo.